# Споменик Арчибалду Рајсу
Споменик Арчибалду Рајсу подигнут у Београду у спомен на др Арчибалда Рајса (Лозана 1876 - Београд 1929) пријатеља Србије, познатог стручњака за криминалистику и професора Универзитета у Лозани. Споменик се налази у Топчидерском парку и представља непокретно културно добро као споменик културе.
У знак захвалности ратном другу и пријатељу, Удружење резервних официра и ратника подигло му је споменик, августа 1931. године. Скулптуру за споменик, бисту Арчибалда Рајса, израдио је вајар Марко Брежанин, истакнути портретиста, чији је ово једини јавни споменик.
На 80. годишњицу од смрти Арчибалда Рајса, стручњаци Завода за заштиту споменика града Београда су обновили споменик.